# Districte d'Amreli
El districte d'Amreli és una divisió administrativa del Gujarat a l'Índia, divisió de Saurashtra. La capital és Amreli. La superfície és de 7.381 km² i la població (2001) d'1.393.295 habitants. El santuari forestal nacional de Gir està dins el districte. Està dividit en onze talukes:
- 1. Kunkavav Vadia
- 2. Babra
- 3. Lathi
- 4. Lilia
- 5. Amreli
- 6. Bagasara
- 7. Dhari
- 8. Savar Kundla
- 9. Khambha
- 10. Jafrabad
- 11. Rajula

## Història
El sepanati Khande Rao Dabhade i el seu lloctinent Damaji Gaikwar van dirigir les primeres incursions marathes a la zona, però fins al temps de Damaji Gaikwar II (1732-1768) el país no fou sotmès o posat sota tribut compartit amb el peshwa (1752-1753). Des d'aquest temps les forces del peshwa i del gaikwar (o gaikowar) van recollir conjuntament els tributs; el 1799 els gaikowar va llogar la part del peshwa però degut a les dificultats de recaptació va fer acords amb els britànics; el coronel Walker, el resident a Baroda, i el general Vithal Rao Devaji en nom del gaikowar, van entrar a Kathiawar el 1807 i van signar acords amb els principals prínceps locals (conegut com a "Pactes del Coronel Walker"). El 1814 l'acord de lloguer es va acabar i el peshwa va enviar els seus oficials a recaptar els tributs el que va derivar en una doble imposició a més de la negació de part dels drets que exercia el gaikowar. Però la caiguda del peshwa el 1818 va donar als britànics els seus drets sobre aquestos tributs i el gaikowar va haver de renunciar als territoris excepte els d'Amreli i Okhamandal.
Dins dels dominis del gaikowar de Baroda i fou el primer lloc de l'Índia on es va establir l'educació lliure i obligatòria el 1886. Sota el gaikowar era capital d'una divisió i un districte del principat. La divisió d'Amreli estava formada pels districtes d'Amreli i Okhamandal a la península de Kathiawar amb una superfície de 4.040 km² (1881) i una població el 1872 de 158.581 habitants, el 1881 de 147.468 habitants (85% hindús, 12% musulmans), el 1891 de 180.188 i el 1901 de 173.436 habitants (set vuitenes parts hindús). La divisió fou reconvertida en districte d'Amreli Prant abans del 1901 amb 3.225 km² i estava dividit en 17 trossos dels quals el principal era Okhamandal; altres trossos eren les talukes de Amreli, Dhari, i Khambha que formaven la major part, i les altres talukes més petites de Kodinar, Damnagar, Bhimkatta, Beyt Shankhodha i Shianagar. La llengua normal era el gujarati. L'activitat l'agricultura i el comerç i la ramaderia a la selva anomenada Gir. Les municipalitats eren sis: Amreli, Damnagar, Dhari, Kodinar, Dwarka, i Beyt. La taluka d'Amreli, la principal, tenia 590 km² i una població el 1901 de 55.183 habitants. El riu principal era el Shatranji.
El 1947 es va formar la confederació de Saurashtra (uns 260 principats) però Baroda va quedar dins de l'estat de Bombai (1948) i després del de Gujarat (1960). El primer primer ministre de Gujarat, Jivaraj Mehta, era nadiu de la ciutat.